# Pedja (rivier)
De Pedja (Ests: Pedja jõgi) is een rivier in Estland. Hij stroomt door Lääne-Virumaa, Jõgevamaa en Tartumaa. Het is de op 4 na langste rivier in Estland, na de Emajõgi, de Pärnu, de Narva en de Põltsamaa.